# دانشگاه ملی سئول
دانشگاه ملی سئول (به انگلیسی: Seoul National University) (به کره‌ای: 서울대학교) اولین دانشگاه ملی در کشور کره جنوبی است که در اوت ۱۹۴۶ ایجاد شد. این دانشگاه دارای سه پردیس می‌باشد که پردیس اصلی آن در گواناک و دو پردیس دیگر در پیونگ چانگ و دیهنگنو قرار دارد. این دانشگاه شامل شش دانشکده، یک مدرسه تحصیلات تکمیلی و ۹ مدرسه حرفه ای است. دانشگاه ملی سئول یک یادداشت تفاهم را با بیش از ۷۰۰ مؤسسه علمی در ۴۰ کشور، بانک جهانیو یک برنامه تبادل دانشجو با دانشگاه پنسیلوانیا برقرار کرده‌است.

## رتبه‌بندی (رنکینگ)
رتبه‌بندی دانشگاه‌های جهان QS در سال ۲۰۲۰دانشگاه ملی سئول را در رده ۳۷دنیا و اول کره جنوبی قرار داده‌است. همچنین مؤسسه تایمز نیز این دانشگاه را در رده ۶۴دنیا در سال ۲۰۲۰رتبه‌بندی کرده‌است.

## دانشکده‌ها
دانشکده‌های دانشگاه ملی سئول عبارتند از:
دانشکده پزشکی
دانشکده دندانپزشکی                                                                                                     دانشکده پرستاری
دانشکده دامپزشکی
دانشکده داروسازی
دانشکده علوم انسانی
دانشکده علوم طبیعی
دانشکده مهندسی
دانشکده علوم کشاورزی
دانشکده آموزش
دانشکده علوم اجتماعی
دانشکده موسیقی
دانشکده هنر
دانشکده مطالعات لیبرال
دانشکده مدیریت کسب و کار
دانشکده اکولوژی انسانی